# 羅克維爾鎮區 (明尼蘇達州斯特恩斯縣)
羅克維爾鎮區（英語：Rockville Township）是位於美國明尼蘇達州斯特恩斯縣的一個行政鎮區。2002年，羅克維爾鎮區與普萊森特萊克合併為城市羅克維爾。

## 地方資料
羅克維爾鎮區的面積為89.30平方千米，當中陸地面積為84.30平方千米，而水域面積為5.00平方千米。根據2000年美國人口普查的數據，當地共有人口1254人，而人口密度為每平方千米14.04人。